# LRC (formato di file)
LRC è un formato di file per computer il cui scopo è visualizzare il testo di una canzone memorizzata in un file, come un mp3, un file Ogg Vorbis o MIDI con appositi lettori musicali o programmi di riproduzione audio; il testo è sincronizzato all'audio e la lettura del file avviene alla condizione che il file musicale ed il file con il testo abbiano lo stesso nome.

## Formati lrc

### Lrc semplice
Il formato LRC viene letto da programmi o lettori per cantare tipo karaoke. In genere richiede che  l'mp3 e l'lrc abbiano lo stesso nome: nome.mp3 e nome.lrc. Il file.lrc ha un certo formato, ad ogni inizio linea ha segnalini o tag di tempo  [mm:ss.xx] , mm ss e xx sta per minuti secondi e frazioni. Eccone un esempio.
```
[mm:ss.xx] verso linea 1
[mm:ss.xx] verso linea 2
...
...
...
[mm:ss.xx] ultimo verso canzone
```

Altri tag a inizio canzone 
In genere trascurati dal lettore con funzione karaoke, ma utili.
```
[ti:
Titolo canzone
]

[ar:
Artista canzone
]

[by:
 
da chi è stato creato l'lrc
]
[00:02.00]
Titolo canzone e Artista da far vedere a inizio

[00:10.00]
[00:12.00]Inizio canzone ...
```

Altri ancora:
```
[ti:Let's Twist Again]
[ar:
Chubby Checker
 oppure  
Beatles
, The]

[au:
 
autori Written by Kal Mann / Dave Appell, 1961
]

[al:
 
album Hits Of The 60's - Vol. 2 – Oldies
    oppure   
Beatles 1 - 27 #1 Singles
]
[re:  formato del lettore con cui è stato creato ...]
[ve: versione programma... ]
...
```

### Lrc avanzato
Formato LRC avanzato, extra tag tra le parole. Il lettore ha un timing migliore sulle singole parole, il formato del Tag del tempo parola è <mm:ss.xx>  ad esempio:
[mm:ss.xx] <mm:ss.xx> parola 1, linea 1 <mm:ss.xx> parola 2 - linea 1 <mm:ss.xx> ... ultima 
parola, linea 1 <mm:ss.xx>
[mm:ss.xx] <mm:ss.xx> parola 1 - linea 2 <mm:ss.xx> parola 2 - linea 2 <mm:ss.xx> ... ultima parola - linea 2 <mm:ss.xx>
...
...
...
[mm:ss.xx] <mm:ss.xx> parola 1 - ultima linea <mm:ss.xx> parola 2 - ultima linea  <mm:ss.xx> ... ultima parola - ultima linea <mm:ss.xx>